# Lleó Borrell
Lleó Borrell ou Lleó Borrell i Gambús (né à Puigcerdà le 11 novembre 1924 et décédé à Barcelone le 18 février 1994), est un compositeur et pianiste de jazz du courant de la Nova Cançó, en collaboration avec les textes du poète Josep Maria Andreu.